# Die Briefe des Zurückgekehrten

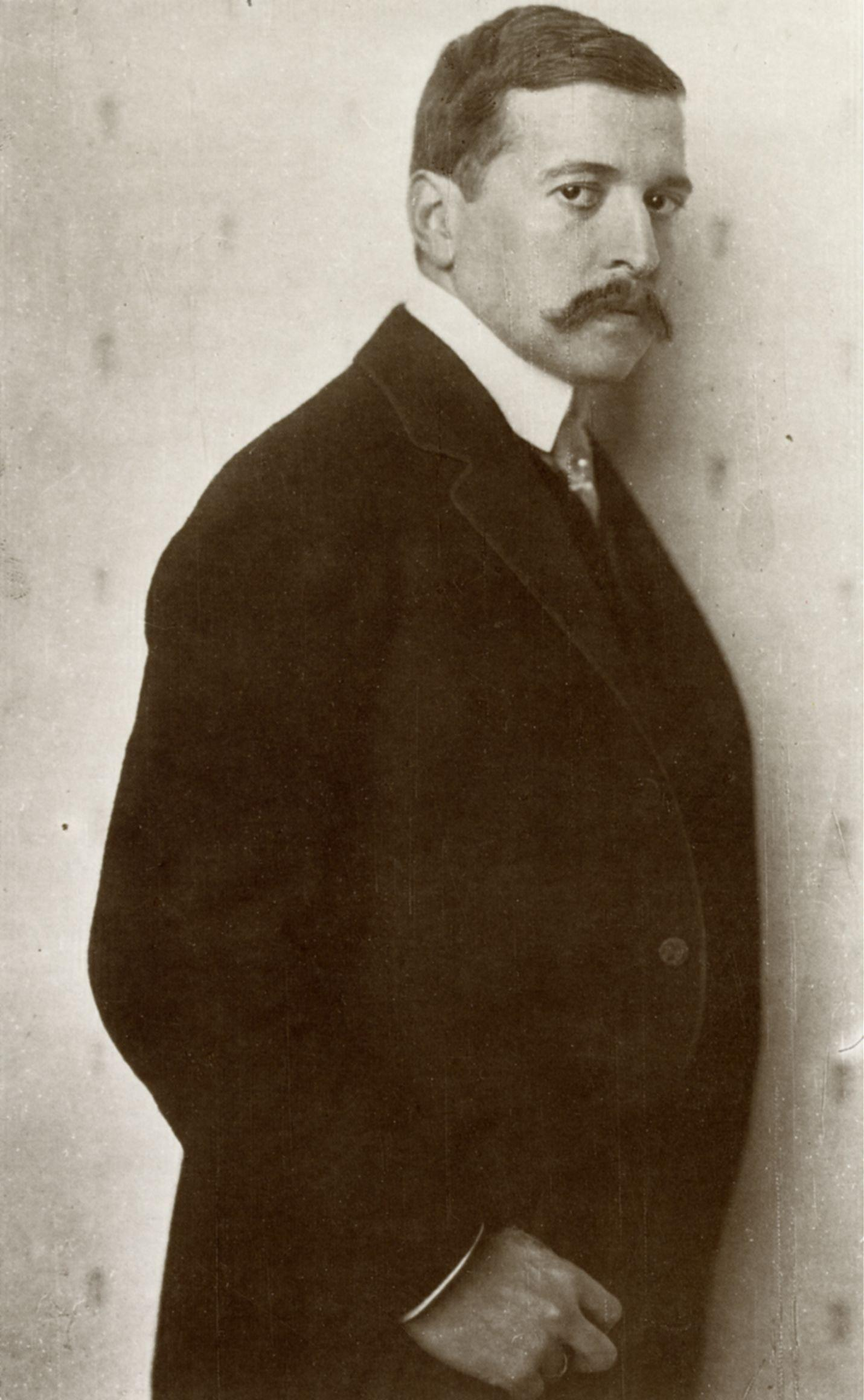
Hugo von Hofmannsthal
* 1874 † 1929

Die Briefe des Zurückgekehrten ist eine Briefnovelle von Hugo von Hofmannsthal, die im Sommer 1907 im „Morgen“ in Berlin erschien.

## Inhalt
Im April/Mai 1901 schreibt ein nach Europa zurückgekehrter Österreicher fünf Briefe an einen anonymen alten Freund nach London. Darin schätzt er sich weder als Visionär ein, noch gestattet er sich als Geschäftsmann Halluzinationen. Mit Kunst hat er sich noch nicht auseinandergesetzt. Für fromm hält er sich nicht, aber er glaubt an „eine Frömmigkeit des Lebens“.
Achtzehn Jahre hielt sich der Briefschreiber in Übersee auf. In den letzten vier dieser Jahre arbeitete er fernab von Europa für eine holländische Gesellschaft. Eigentlich auf dem Weg nach Hause, reist er seit vier Monaten geschäftlich kreuz und quer durch Deutschland. Auf diesen Zugfahrten im Auftrage der Holländer wird er mit den deutschen Verhältnissen konfrontiert und empfindet ein Unbehagen. Dabei hatte doch sein Vater vor über zwanzig Jahren daheim in Gebhartsstetten gesagt: „Wir sind Österreicher, aber wir sind auch Deutsche.“ Sein Unbehagen erweist sich – trotz vieler Worte in den Briefen – als unbeschreiblich, denn um ihn herum weht „ein Atem nicht des Todes, sondern des Nicht-Lebens“. Ihm graut. Er möchte „fort aus Europa und zurück nach den fernen guten Ländern“. Gern suchte er seinen Brieffreund auf dessen alten überseeischen Posten auf. Doch der Freund ist ja inzwischen in London, wohin der Briefschreiber nicht möchte. Diese Reisepläne sind Hirngespinste. Die Pflicht ruft. Bevor der Briefschreiber nach Oberösterreich reist, muss er in Deutschland auf einer Konferenz die Interessen der Holländer vertreten. Es geht darum, eine englisch-deutsche mit der holländischen Gesellschaft zu vereinigen. Der Briefschreiber möchte dieser Konferenz gerne fernbleiben. Er sucht Ausflüchte. In einer stillen Seitenstraße betritt er einem anständig aussehenden Laden. Darin besichtigt er eine Ausstellung mit Werken von van Gogh. Zwar kennt der Passant diesen Maler noch nicht, doch er hat beim Betrachten der Bilder ein unerhörtes inneres Erlebnis. Einzelne Gegenstände, die in Deutschland in Hotelzimmern und auf Bahnfahrten allmählich sein Unbehagen beförderten, hat van Gogh in einer Weise gleichsam „aus dem furchtbaren Chaos des Nichtlebens“ herausgehoben, dass „ihr innerstes Leben in der Farbe“ vorbricht. Der Briefschreiber kann die Konferenz gerade noch rechtzeitig erreichen. Von van Goghs Bildern in eine Euphorie versetzt, erwirkt er während der Verhandlung mehr, als die Holländer von ihm erwartet hatten.
Von den Menschen möchte sich der Briefschreiber nicht absondern. Nach Österreich möchte er unbedingt. Bleiben will er dort nicht. Zu Ende des fünften Briefs wird sich der Schreiber unsicher. Wird er bei dem Adressaten auf Verständnis stoßen, wenn er die Quintessenz auf die Farben van Goghs reduziert. Zwar schreibt er: „Farbe. Farbe. Mir ist das Wort zu armselig“, doch dann hofft er „warum sollten nicht die Farben Brüder der Schmerzen sein, da diese wie jene uns ins Ewige ziehen?“

## Rezeption
- Willy Haas[6] bespricht 1922 die „Unerlöstheit“ des „schwierigen Menschen“ in dem „krisenhaften“ Werk.
- Der Briefschreiber bekomme Angst vor der europäischen Realität und flüchte sich in die Farben van Goghs[7]. Er erstaune vor der Kunst. Somit werde seine innere Umkehr möglich.[8]
- Durch die Verhältnisse im wilhelminischen Deutschland desorientiert, finde der Zurückgekehrte Halt nach einem zufälligen „Erweckungserlebnis“ – der unverhofften Begegnung mit der Malerei.[9]
- Hofmannsthal bewege sich „an den Grenzen der Sprache“[10], wenn er sich mit Goethes Farbenlehre[11] auseinandersetzt. Der Autor untersuche, ob die Sprache der Farben (siehe oben: van Gogh) in Poesie übersetzbar sei[12].

### Erste Buchausgabe
- Hugo von Hofmannsthal: Die prosaischen Schriften. Dritter Band (Die Farben). 195 Seiten. S. Fischer, Berlin 1907

### Zitierte Textausgabe
- Hugo von Hofmannsthal: Die Briefe des Zurückgekehrten. S. 544–571 in: Hugo von Hofmannsthal, Gesammelte Werke in zehn Einzelbänden, hrsg. von Bernd Schoeller in Beratung mit Rudolf Hirsch, S. Fischer, Frankfurt a. M. 1949 (Aufl. anno 1986), Band Erzählungen. Erfundene Gespräche und Briefe. Reisen. 694 Seiten, ISBN 3-10-031547-2